# Théologie protestante
La théologie protestante est un ensemble de doctrines bibliques provenant du mouvement spirituel, philosophique et politique de la Réforme protestante. Ses fondateurs sont les réformateurs Martin Luther, Jean Calvin, et d'autres, tels Ulrich Zwingli et Martin Bucer notamment. Elle est enseignée dans de nombreuses universités dans le monde.

## Définition

### La notion de théologie protestante
En régime protestant, comme d'une manière générale en théologie chrétienne, tout discours sur Dieu, quand bien même se voudrait-il rationnel, n'est pas nécessairement théologie, comme l'étymologie du terme (θεολογία (theología), de Θεός (Theós), Dieu, et -λογία (-logía) de λόγος (lógos), la parole ou le discours rationnel) le laisse pourtant entendre : il faut donc bien différencier la théologie de la prédication, non seulement par le lieu de son énonciation (université ou en tout cas institution d'enseignement supérieur pour la première, l'église pour la seconde) que par ses tâches (la théologie s'occupe de réguler les propos des croyants, y compris et peut-être même surtout en chaire,).
Si la théologie est donc ce qui régule le discours chrétien, quel est donc ce « régime protestant » ? Sous l'étiquette « protestantisme » se cache une réalité très diverse, tant par les confessions (luthéranisme, calvinisme, évangélisme, etc.) que par des options proprement théologiques qui la traversent, du libéralisme au fondamentalisme, ou par les organisations (systèmes épiscopalien, presbytérien, congrégationaliste). De plus, ces diversités internes aux églises sont compliquées par les nombreuses différences externes, c'est-à-dire culturelles et sociales. Sans taire les nombreuses différences qui existent, les théologies des différentes confessions protestantes partagent un socle commun par les tâches qui lui sont assignées, son rapport à la Parole et aux sources de la théologie, qui ne se retrouve pas tel quel dans les autres théologies chrétiennes.

#### Les tâches de la théologie protestante
Selon Dietrich Ritschl, cette tâche de régulation est en fait quadruple :
1. clarification des textes bibliques et théologiques antérieurs ;
2. examen de la cohérence de ces mêmes textes (y compris de textes bibliques entre eux) ;
3. examen de la conformité des textes et actions des chrétiens d'aujourd'hui avec le message biblique ;
4. construction d'idées nouvelles.

C'est probablement ce dernier point qui distingue la théologie protestante des autres théologies, et plus particulièrement de la théologie catholique, et que Paul Tillich appela le « principe protestant ». Car la théologie protestante n'est pas une discipline purement interprétative : elle n'a pas pour seul but d'expliquer les blocages et les incohérences anciens, mais elle a aussi pour but de les surmonter par une véritable création. Dieu, pour la théologie protestante, ne saurait être enfermé dans des énoncés humains, fortement déterminés par leur temps : de même que l'église réformée se définit comme ecclesia reformata semper reformanda (« église réformée et toujours à réformer »), la théologie protestante croit qu'elle doit s'amender non pas en revenant à une pureté antérieure, mais en allant de l'avant par un processus « prophético-dynamique ».

#### Originalité et unité de la théologie protestante: une théologie de la Parole
Il n'est pas possible de dater avec précision la naissance de la théologie protestante. Cependant, une date que la tradition a retenue est celle de 1518 : cette année-là, dans une lettre, Luther « exhorte ses confrères à se détourner de la philosophie et de la théologie scolastiques et de se consacrer résolument à l'étude de la Bible et des Pères de l'Église, en qui [il] voyait essentiellement des commentateurs et des exégètes de la Bible ».
Cette phrase décrit négativement le programme de la théologie selon Luther face à la théologie catholique de son époque. La théologie scolastique, en effet, se proposait de construire de grands systèmes cohérents qui se fondaient en grande partie sur la raison seule, c'est-à-dire la philosophie et la théologie naturelle. Ce n'était qu'une fois Dieu « prouvé » et ses attributs décrits philosophiquement que l'on passait à la théologie révélée, qui confirmait les résultats de la recherche philosophique. Luther lui s'oppose à ce rôle propédeutique de la théologie naturelle pour ne s'intéresser qu'à la théologie révélée, c'est-à-dire à la compréhension du message biblique. Jean Calvin refusera à son tour toute possibilité d'une théologie naturelle,.
C'est que la théologie protestante est d'abord une théologie de la Parole. Dieu dans la Bible, que ce soit dans l'Ancien Testament où il est le Dieu qui parle face aux idoles silencieuses ou dans le Nouveau Testament où le Christ est le logos incarné, c'est-à-dire la Parole de Dieu faite chair, c'est celui qui se révèle par la parole. Mais en hébreu, דָּבַר (dåḇar), parler, n'est pas opposé à faire : la parole est en elle-même performative, comme le récit de la Création en Genèse 1 le montre (« et Dieu dit [...], et cela fut » ; la théologie protestante trouve sa possibilité même dans le fait que cette Parole est intelligible.
Cette Parole est à l'origine de la foi, ce que la théologie classique a nommé d'après la version latine de Romains 10,17 fides ex auditu (« la foi vient de l'écoute »). La théologie protestante postule que cette Parole n'est intelligible qu'après la foi reçue, et les autres discours rationnels sur Dieu qui parlent hors de la foi ne sauraient être théologie. La théologie protestante ne s'oppose donc pas qu'à la prédication : elle s'oppose aussi à la philosophie de la religion et aux sciences religieuses. Peut-être même le fait-elle plus radicalement que d'autres théologies par son refus fondamental de la théologie naturelle, qui justement est un essai théologie sans foi :

« En dehors de la présence en l'homme du Saint-Esprit qui est Dieu lui-même, la Parole n'est pas intelligible pour l'homme. Il peut certes exprimer avec un certain degré de certitude rationnelle le contenu des croyances chrétiennes, il peut même tenter une lecture philosophique de ces croyances (ce qu'a fait un philosophe comme Jaspers), il peut se servir des thèmes immanents à ces croyances pour nourrir une certaine philosophie de l'histoire (ce qu'a fait un historien comme Arnold J. Toynbee). Mais dans toutes ces tentatives il ne s'agit pas d'une théologie, au sens protestant de ce mot, parce que l'ensemble de l'effort pour retrouver la structure interne de la Révélation ne se réalise que dans la soumission à cette Parole. Et cette soumission à la Parole ne se réalise que dans la foi, car la foi est confiance que cette Parole est de Dieu et qu'en conséquence elle dit la vérité. »

#### Les sources de la théologie protestante
Pour la théologie protestante, il est évident que sa source première est la Bible, soient les livres canoniques de l'Ancien et du Nouveau Testament, et qu'aucune autre source n'est dotée d'une autorité analogue : c'est le dogme du sola scriptura.
Dire cela, cependant, ne suffit pas. D'autres mouvements se réclament de la Bible, que ce soient les autres églises chrétiennes ou les sectes d'inspiration chrétienne. Pour savoir comment il est légitime d'interpréter la Bible, la théologie protestante use d'autres normes, comme les confessions de foi ou la tradition. Mais ces confessions de foi et cette tradition sont inféodées au message biblique : on dit alors que la Bible est « norme normante » (norma normans) là où les confessions de foi sont « normes normées » (normae normatae), c'est-à-dire secondes ou dérivées.
Cette distinction se trouve à l'origine même de la Réforme. Certes, ce serait une erreur de voir dans le catholicisme une théologie qui mettrait sur un pied d'égalité Écriture et Tradition et dans le protestantisme une théologie qui refuserait la Tradition, notamment depuis que Vatican II a clarifié le rôle de la Tradition dans la théologie catholique. En effet, si le concile de Trente semble déclarer que la Tradition complète l'Évangile, Vatican II revient sur cette idée, en proclamant que la révélation biblique n'a pas besoin d'être complétée, même si la Bible et la Tradition proviennent de la même source divine : cependant, elle a besoin d'être interprétée à la lumière de la Tradition.

### Les disciplines de la théologie protestante
Les disciplines de la théologie protestante se regroupent comme suit :

#### Sciences bibliques
Les contenus de ces enseignements repose d'abord sur l’apprentissage des langues de l’Ancien et du Nouveau Testament (hébreu et grec) et sur la connaissance des contextes historiques entourant la rédaction des textes, sur la prise de connaissance des outils d'analyse permettant d'étudier en profondeur les textes bibliques et sur la pratique de l’exégèse des textes bibliques. Les disciplines étudiées sont donc :
- Hébreu biblique
- Grec ancien
- Ancien Testament
- Nouveau Testament

#### Sciences historiques
Trois périodes de l’histoire du christianisme sont étudiées :
- l’Église ancienne et la patristique,
- l’Église à l'époque moderne, en particulier l’histoire de la Réforme protestante,
- l’Église à l'époque contemporaine, sa sociologie et les enjeux actuels, notamment l’œcuménisme et la missiologie.

#### Théologie systématique
La théologie systématique comporte d'abord l’étude des doctrines du christianisme, mais aussi une réflexion sur les différentes interactions de ces doctrines avec la philosophie, l'éthique et un éclairage sur la psychologie religieuse.

#### Théologie et disciplines pratiques
La théologie pratique comprend l’analyse des relations entre Églises et Société, et se préoccupe de fournir les outils nécessaires à l'activité pastorale : pédagogie, communication, catéchétique, homilétique, accompagnement pastoral, liturgique, ecclésiologie, diaconie, etc. tout en en fournissant les fondements théologiques.

### Les thèmes récurrents de la théologie protestante
Le protestantisme n'est pas une église, et les églises qui la composent ne sont pas toujours en communion entre elles. Cependant, malgré ses nombreuses différences, certains thèmes sont communs et certaines se retrouvent dans tous les courants du protestantisme.

#### Sotériologie et justification
Ainsi, dans toute la théologie protestante, la priorité est-elle donnée au salut : la justification par la foi seule.

##### Articulus stantis vel cadentis ecclesiae
Cette formule latine, attribuée à Luther par le théologien Balthasar Meisner (1587-1626) qui est le premier à l'avoir consignée par écrit, signifie l'« article par lequel l'église tient ou tombe ». Cette formule est utilisée à propos du salut par la grâce pour souligner à quel point il s'agit d'un article de foi essentiel et central.

#### Le sacerdoce universel
Le sacerdoce universel est un des points de la théologie protestante qui peut convenir tant aux théologiens évangéliques que libéraux, « même si les uns et les autres déclinent ce sacerdoce universel différemment ». Il signifie que l'ensemble des membres d'une Église locale ou d'une paroisse ont une place identique. En particulier, le gouvernement de cette dernière n'est pas réservé aux pasteurs mais partagé avec les laïcs. La fonction particulière des pasteurs, comprenant entre autres la célébration des cultes, avec la prononciation de la prédication, et des sacrements comme la Sainte-Cène ou le mariage, et la prise en charge totale ou partielle de la catéchèse, découle de la formation théologique qu'ils ont suivie. Cependant, des composantes de ce ministère ne sont pas exclusivement réservées aux pasteurs, comme en témoignent les prédicateurs et catéchètes laïcs.

## Histoire

### La Réforme et la naissance de la théologie protestante (XVe–XVIesiècles)
Au XVIe siècle, ce sont plusieurs mouvement de réforme religieuse qui se développent quasi simultanément. A côté de la théologie luthérienne qui se développe en Allemagne à partir de 1517 autour de Martin Luther et de ses disciples, dont Philippe Melanchthon, une théologie réformée distincte est formulée en Suisse dès 1519 par le zurichois Ulrich Zwingli, auquel succèdent Heinrich Bullinger, Jean Calvin et Martin Bucer. À partir de cette réforme suisse se développe également l'anabaptisme. D'autres mouvements de Réforme radicale, révolutionnaires ou spiritualistes, voient le jour mais pas de façon durable.
Les réformateurs ont tous mis l'accent sur l'autorité biblique, cherchant à éliminer de la vie de l'église tout ce que la Bible ne confirmait pas. Alors que Luther tend à tolérer tout ce qui, dans la tradition de l’Église de son temps, ne contredit pas la Bible, les réformateurs suisses tendent à faire table rase du passé et à ne vouloir instituer que ce qui est bibliquement fondé. Les anabaptistes sont de cet avis également, mais dénoncent en outre le baptême des enfants et prônent la séparation religieuse et politique d'avec toutes les institutions qui ne sont pas bibliques.
Alors que Luther est initialement un religieux et un théologien catholique tourmenté par la perspective de sa damnation jusqu'à sa découverte du salut gratuit de Dieu, les principaux réformateurs issus de la Réforme suisse, en particulier Zwingli et Calvin, avaient pour toile de fond « l'humanisme chrétien » d’Érasme. Érasme a fini sa vie en tant que cardinal mais passé ses dernières années dans la ville protestante de Bâle. Il a exercé une influence sur les théologiens suisses. Ni Luther, ni Zwingli, ni Calvin n'entendaient cependant créer une théologie unique ou se séparer de l’Église, mais proclamer la foi chrétienne (catholique) dans la langue de leur temps.

#### La théologie réformée
Les travaux fondamentaux de la théologie réformée ont tous été achevés avant la mort de Calvin (1564). Les auteurs, des prédicateurs, ont orienté leur travail théologique vers l'édification de l'Église.
Les théologies classiques les plus importantes comprennent celles de Zwingli, De la Vraie et Fausse Religion (1525) ; Bullinger avec Les Decades (1549) ; Calvin avec L’Institution de la Religion Chrétienne (éditions 1536-59) ; Wolfgang Musculus avec ses Loci communes in usus sacrae theologiae candidatorum parati (1560) ; et Pierre Martyr Vermigli, avec Les Lieux Communs (1576).
Aux ouvrages classiques de la théologie réformée, la scolastique réformée a suivi. Les théologiens scolastiques, au contraire des théologiens prédicateurs de la première génération, se souciaient de la précision et la clarté des définitions, de la cohérence et de l'exhaustivité. Ils cherchaient à relier la théologie protestante à l'ancienne théologie, telle que développée dans l'Église ancienne et la théologie scolastique médiévale.
Dans la génération qui a suivi la mort de Calvin, il a fallu définir la théologie réformée à la lumière des conflits avec les luthériens sur la personne du Christ et la Cène, ainsi que sur la théologie catholique définie au Concile de Trente (1545-1563).

### Orthodoxies, piétismes, et libéralismes (XVIIe–XIXesiècles)
Les Lumières et les événements intellectuels et culturels du XIXe siècle constituent l'un des grands clivages - sinon le plus grand - dans l'histoire de la culture occidentale. La réponse des Églises a généralement été triple : le libéralisme, qui a cherché à intégrer la nouvelle sagesse dans la foi chrétienne, parfois aux dépens de la foi ; un fondamentalisme conservateur, qui en protégeant la foi a parfois détruit sa vitalité intellectuelle ; et l'évangile social, pour indiquer comment les chrétiens devraient vivre dans la nouvelle société industrielle.
Certains théologiens de la tradition réformée, comme Friedrich Schleiermacher, ont cherché à mettre la foi chrétienne en relation avec la nouvelle situation intellectuelle et culturelle. Ce faisant, ils ont soulevé la question de savoir si leur théologie devait être distinguée comme réformée ou caractérisée principalement comme le libéralisme du XIXe siècle. À l'autre extrême, certains théologiens ont défié le XIXe siècle et ont perdu toute crédibilité intellectuelle. Les théologiens réformés ont généralement trouvé plus facile de relier la foi chrétienne à la nouvelle situation sociale que d'atteindre l'unanimité sur les préoccupations théologiques. C'est sur cette base qu'a été lancé le slogan œcuménique selon lequel la doctrine divise mais le travail unit. Ces dernières années, cependant, le travail divise plus radicalement la communauté chrétienne que la doctrine, en partie parce que le travail est fondé sur la doctrine.
Les théologiens réformés les plus influents du XIXe siècle ne peuvent cependant être classés ni comme libéraux ni comme fondamentalistes. Les Dogmatiques réformées de Heinrich Heppe ont rassemblé en un seul recueil une grande partie de la sagesse théologique réformée des diverses traditions européennes, s'avérant être un manuel influent. Aux États-Unis, la théologie systématique de Charles Hodge (3 vol. ; 1871-73) a été le texte théologique le plus influent de toutes les écoles de pensée. La théologie de Hodge s'est appuyée sur la tradition réformée et en particulier sur la formulation de F. Turretin au XVIIe siècle, mais a uni ces traditions à la chaleur du revivalisme américain.

### Théologie contemporaine (XXe–XXIesiècles)
Les théologies réformées après la Seconde Guerre mondiale ont dépassé les problèmes particuliers du Siècle des Lumières et du XIXe siècle. D'une part, elles cherchaient à prendre le Siècle des Lumières au sérieux ; d'autre part, elles entendaient réaffirmer dans l'idiome d'un jour nouveau la théologie chrétienne classique des anciennes croyances catholiques et la Réforme protestante classique. Parmi les ouvrages théologiques réformés les plus influents du XXe siècle, on peut citer Barth et sa Dogmatique (1932-1967) ; Emil Brunner, Dogmatics (3 vol. ; 1946-62) et Otto Weber, The Foundations of Dogmatics (2 vol. ; 1982-83).

## Théologies confessionnelles
Le protestantisme étant, pour des raisons historiques, un mouvement divers, il est normal que la théologie protestante soit elle aussi divisible selon le lieu ecclésial d'où elle est énoncée. Chaque grande famille du protestantisme a développé son propre habitus théologique avec ses thèmes et-ou ses propres emphases particulières.

### Théologie réformée
Il existe plusieurs signes distinctifs de la théologie réformée.
Émile Doumergue, le grand biographe de Calvin, souligne un recentrage manifeste sur Dieu avec la théologie de Calvin, une caractéristique partagée par Zwingli. Les réformateurs comprennent l'histoire humaine comme l'accomplissement des desseins de Dieu et l'essence de la vie humaine comme l'incarnation des desseins de Dieu. Calvin lui-même insiste sur le fait que le salut d'une âme humaine est dirigée à la gloire de Dieu.
Selon le théologien John Leith (en), la théologie réformée se distingue par certaines manières de faire de la théologie :
Elle est toujours soumise à l'autorité de la Bible en tant que Parole de Dieu écrite.
La théologie réformée se veut être une explication cohérente des Saintes-Écritures dans un langage compréhensible.
Elle n'est pas spéculative et cherche toujours à éclairer le réel. Calvin a soumis ses écrits théologiques à la sagesse du bon sens de l'expérience chrétienne. La Révélation peut effectivement aller au-delà de l'expérience humaine, mais ne contredit jamais les faits clairs de l'expérience humaine ou du bon sens. Elle une science pratique. Son but est de glorifier Dieu, de sauver les âmes humaines, de transformer la vie humaine, et la société. La "théologie rhétorique" de Calvin, comme l'a indiqué William Bouwsma, est orientée vers des résultats pratiques plutôt que vers une théologie irréalisable. Elle souhaite également rester simple, pour rester accessible au commun du mortel.
La théologie réformée se distingue aussi par certaines orientations théologiques. Elle s'inscrit dans une école théologique antiochienne plutôt que dans une école théologique alexandrine. Elle fait toujours une distinction nette entre le créateur et la créature. Et établit une manière particulière de mettre en relation la transcendance et l'immanence. On peut observer cela dans la manière de concevoir la personne du Christ à la présence du Christ lors des sacrements. La théologie réformée se distingue également par l'accent mis sur l'activité de Dieu et en particulier sur l'importance de la grâce.
Une autre distinction est la façon dont la création et la rédemption sont liées l'une à l'autre. Elles ne peuvent pas être opposées. La rédemption est l'achèvement de la création, qui, à cause de la chute de l'Homme, est considérée comme sa transformation.
Il existe d'ailleurs un refus de confondre ou de séparer l'évangile et la loi, la justification et la sanctification. Ni l'évangile et la loi, ni la justification et la sanctification ne peuvent être séparés ; car l'évangile est dans la loi et la loi est dans l'évangile.
Enfin, la théologie réformée est unifiée par une vision de la communauté humaine sous l'autorité de Dieu. Calvin souhaitait maintenir l'interdépendance et la distinction entre l’Église et l’État. Car chacun des acteurs avait un rôle spécifique à réaliser, sans se confondre, ni se séparer. La société entière, et pas seulement l’Église, est sous l'autorité de Dieu. Ils doivent ainsi tous deux refléter la Gloire de Dieu. Par ce fait ? Une théologie réformée s'oppose manifestement à une vision piétisme du christianisme.
Pour résumer. L'approche est catholique, dans le sens où elle s'appuie sur les anciennes croyances, et protestante dans son retour aux Saintes Écritures. Elle se distingue par l'accent qu'elle met sur Dieu (Sa Seigneurie, Sa création, Son histoire dirigeant l'Homme), et par la distinction entre le Créateur et créature. Ainsi que par le refus de séparer, d'opposer ou de confondre la création et la rédemption, la Loi et l'Évangile, la justification et la sanctification, ainsi que la vie de l'Église dans le monde

### Théologie anglicane
- Théologie anglicane

### Théologie pentecôtiste
La place du pentecôtisme dans le christianisme est sujet à débat, d'autant que comme la réalité « protestante » ou « réformée », elle couvre une multitude de réalités diverses. Ainsi, certains pentecôtistes nient être protestants, prétendant être une « 4e branche du christianisme » (à côté du catholicisme romain, de l'orthodoxie et du protestantisme), quand d'autres revendiquent l'appartenance au protestantisme ; il en est de même avec l'évangélisme.

## Lieux d'enseignement

### Dans le monde francophone
En France :
- Faculté de théologie protestante de Strasbourg (université d'État),
- Institut protestant de théologie, qui comprend la Faculté de théologie protestante de Paris et la Faculté de théologie protestante de Montpellier,
- Faculté de théologie réformée Jean-Calvin d'Aix-en-Provence,
- Faculté libre de théologie évangélique de Vaux-sur-Seine (Yvelines).

En Suisse :
- Université de Genève ,
- Université de Lausanne.

En Belgique :
- Faculté universitaire de théologie protestante de Bruxelles,

Au Cameroun :
- Université protestante d'Afrique centrale de Yaoundé[29],
- Faculté de Théologie Protestante et des Sciences des Religions de Ndoungué (FTPSRN),

Au Canada :
- Faculté de théologie évangélique (Montréal),

Au Congo :
- Université protestante au Congo à Kinshasa.